# Южно-Сахалинск (локомотивное депо)
Южно-Сахалинск — одно из двух (наряду с Холмском) по состоянию на 2005 год локомотивных депо Сахалинского региона Дальневосточной железной дороги, расположенное на одноимённой станции.

## История
Депо открыто в 1910 году для обслуживания подвижного состава железных дорог Сахалина на колее 1067 мм. До 1992 года являлось ТЧ-11 ДВЖД, в 1992—2010 годах — ТЧ-1 СахЖД.
Депо имеет филиалы в Холмске и Поронайске.
В депо имеется база отстоя списанной железнодорожной техники.

## Тяговые плечи
Депо обслуживает грузовые и пассажирские поезда на участке Корсаков — Южно-Сахалинск — Ноглики, все пригородные маршруты, выходящие из Южно-Сахалинска, и дизельный экспресс Южно-Сахалинск — Томари.

## Подвижной состав

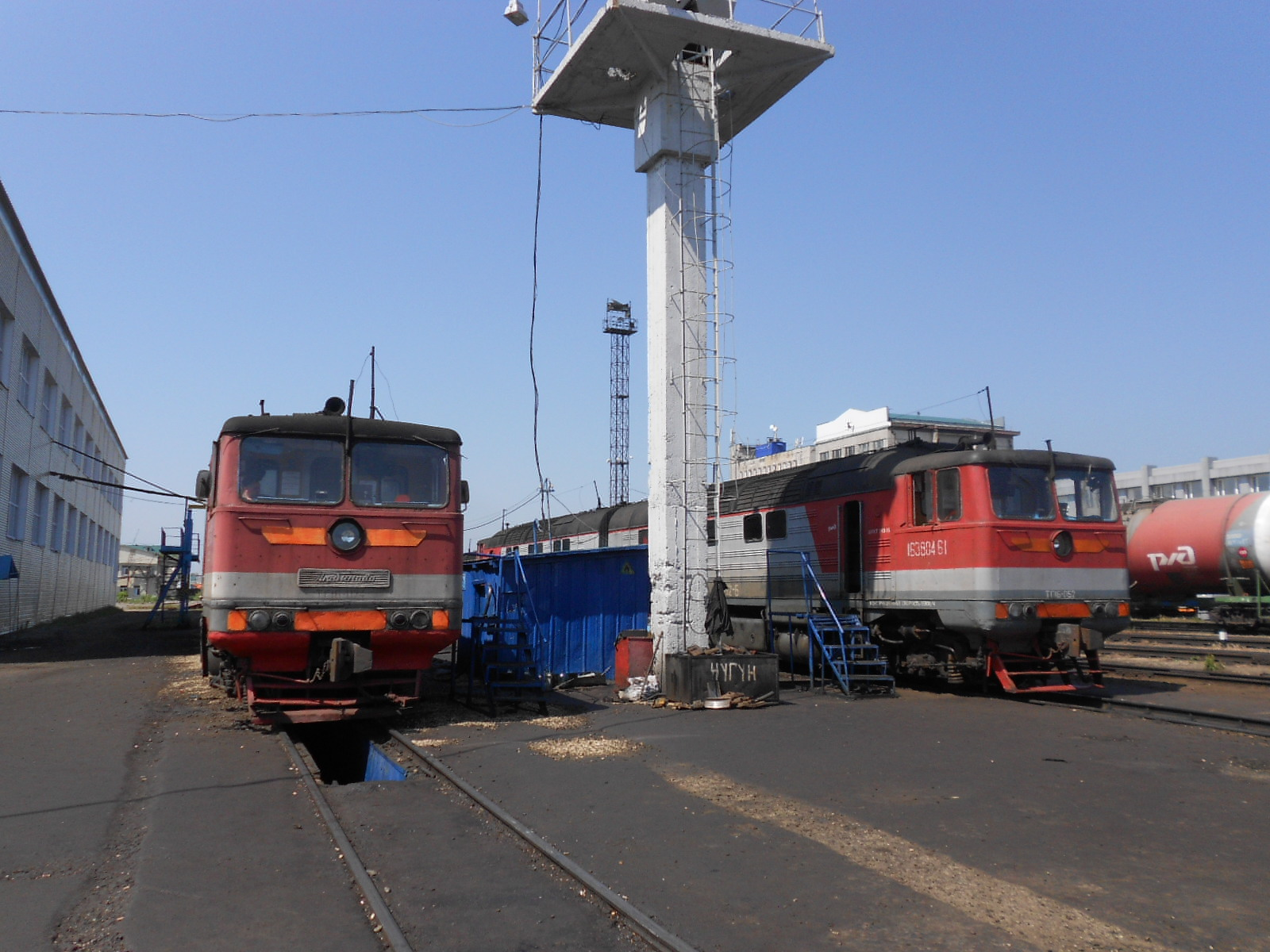
Тепловозы ТГ16 в депо в 2016 году

К депо приписаны тепловозы ТГ16,ТГ21,ТГ22, ТГМ11, ТГМ7, паровоз D51 (используется в составе ретропоезда), а также большая часть имеющихся на дороге дизельных поездов Д2. В связи с перешивкой в 2019 году островной сети железных дорог с колеи 1067 на колею 1520 мм, на Сахалин были поставлены тепловозы с материка, в частности грузо-пассажирские локомотивы были заменены тепловозами 2М62У, 2ТЭ10МК, а на смену маневровым пришли ТЭМ18Д(М) и несколько ТЭМ2. Также в депо имеется ПТОЛ для осмотра локомотивов и ремонтный цех.